# Canada's Drag Race: Canada vs the World (prima edizione)
La prima edizione di Canada's Drag Race: Canada vs the World è andata in onda sulla piattaforma streaming Crave dal 18 novembre al 23 dicembre 2022.
Il 17 ottobre 2022 sono state annunciate le nove concorrenti, provenienti da diverse versioni internazionali del programma, in competizione per ottenere il titolo di Queen of the World.
Ra'Jah O'Hara, vincitrice dell'edizione, ricevette come premio 100000 C$, una corona e uno scettro di Amped Accessories.

## Concorrenti
Le nove concorrenti che prendono parte al reality show sono:
| Concorrente          | Vero nome                     | Età | Città                     | Edizione originale     | Posizionamento edizione originale | Posizionamento |
| -------------------- | ----------------------------- | --- | ------------------------- | ---------------------- | --------------------------------- | -------------- |
| Ra'Jah O'Hara        | Benni Miller                  | 36  | Dallas – Stati Uniti      | 11ª edizione USA       | 9º posto                          | Vincitrice     |
| Ra'Jah O'Hara        | Benni Miller                  | 36  | Dallas – Stati Uniti      | 6ª edizione All Stars  | Finalista                         | Vincitrice     |
| Silky Nutmeg Ganache | Reginald Homer Steele         | 31  | Los Angeles – Stati Uniti | 11ª edizione USA       | 3º/4º posto                       | 2º posto       |
| Silky Nutmeg Ganache | Reginald Homer Steele         | 31  | Los Angeles – Stati Uniti | 6ª edizione All Stars  | 11º posto                         | 2º posto       |
| Rita Baga            | Jean-François Guèvremont      | 34  | Montréal – Canada         | 1ª edizione Canada     | Finalista                         | 3º/4º posto    |
| Victoria Scone       | Emily Diapre                  | 29  | Cardiff – Regno Unito     | 3ª edizione UK         | 10º posto                         | 3º/4º posto    |
| Vanity Milan         | Christopher Alexander Adamson | 30  | Londra – Regno Unito      | 3ª edizione UK         | 4º posto                          | 5º posto       |
| Icesis Couture       | Steven Granados-Portelance    | 35  | Ottawa – Canada           | 2ª edizione Canada     | Vincitrice                        | 6º posto       |
| Anita Wigl'it        | Nick Kennedy-Hall             | 32  | Auckland – Nuova Zelanda  | 1ª edizione Down Under | 8º posto/Miss Simpatia            | 7º posto       |
| Stephanie Prince     | Stephen Pasay                 | 24  | Calgary – Canada          | 2ª edizione Canada     | 10º posto                         | 8º posto       |
| Kendall Gender       | Kenneth Wyse                  | 31  | Vancouver – Canada        | 2ª edizione Canada     | Finalista                         | 9º posto       |

## Tabella eliminazioni
| Ordine | Episodi   | Episodi   | Episodi  | Episodi  | Episodi  | Episodi              |
| Ordine | 1         | 2         | 3        | 4        | 5        | 6                    |
| ------ | --------- | --------- | -------- | -------- | -------- | -------------------- |
| 1      | Vanity    | Icesis    | Silky    | Victoria | Rita     | Ra'Jah O'Hara        |
| 2      | Rita      | Ra'Jah    | Victoria | Silky    | Victoria | Silky Nutmeg Ganache |
| 3      | Ra'Jah    | Rita      | Icesis   | Rita     | Ra'Jah   | Rita Baga            |
| 4      | Victoria  | Vanity    | Ra'Jah   | Ra'Jah   | Silky    | Victoria Scone       |
| 5      | Icesis    | Silky     | Vanity   | Vanity   | Vanity   |                      |
| 6      | Silky     | Victoria  | Rita     | Icesis   |          |                      |
| 7      | Anita     | Anita     | Anita    |          |          |                      |
| 8      | Stephanie | Stephanie |          |          |          |                      |
| 9      | Kendall   |           |          |          |          |                      |

Legenda
     La concorrente ha vinto la gara
     La concorrente è arrivata in finale, ma non ha vinto la gara
     La concorrente è arrivata in finale, ma è stata eliminata
     La concorrente ha vinto la sfida, si è esibita in playback e ha vinto
     La concorrente ha vinto la sfida, si è esibita in playback e ha perso
     La concorrente figura tra le prime ma non si è esibita in playback
     La concorrente è salva e accede alla puntata successiva (in ordine casuale)
     La concorrente figura tra le ultime ma non è a rischio eliminazione
     La concorrente figura tra le ultime ed è a rischio eliminazione
     La concorrente è stata eliminata
     La concorrente ha abbandonato la competizione

## Giudici
- Brooke Lynn Hytes
- Brad Goreski
- Traci Melchor

### Giudici ospiti
- Anjulie
- Gary Janetti
- Hollywood Jade
- Jeanne Beker
- Joe Zee
- Monét X Change
- Sarain Fox
- Priyanka

## Special Guest
- Justin Trudeau
- Aleksandar Antonijevic

## Riassunto episodi

### Episodio 1 –Bonjour, Hi
Il primo episodio della seconda edizione internazionale dopo UK vs the World, si apre con l'ingresso delle concorrenti direttamente sul palcoscenico principale. La prima ad entrare è Rita Baga, l'ultima è Victoria Scone. Brooke Lynn Hytes fa il suo ingresso annunciando una nuova edizione e dando il benvenuto alle concorrenti provenienti da diverse parti del mondo.
- La sfida principale: come prima sfida per quest'edizione, Brooke Lynn annuncia che le concorrenti, divise in tre gruppi, devono scrivere, produrre e coreografare un numero da girl group. Il primo gruppo è composto da Anita, Rita e Victoria, il secondo da Icesis, Kendall e Stephanie, mentre l'ultimo è formato da Ra'Jah, Silky e Vanity. Brooke Lynn Hytes ritorna nell'atelier per vedere come procedono i preparativi della sfida e, con l'aiuto di Anjulie, offre consigli alle concorrenti consigli per la scrittura del pezzo. Successivamente ogni gruppo raggiunge il palco principale per organizzare la coreografia.

| Concorrenti          | Nome girl group | Brano della performance              |
| -------------------- | --------------- | ------------------------------------ |
| Anita Wigl'it        | Touché          | "Bonjour, Hi" (Touché Remix)         |
| Rita Baga            | Touché          | "Bonjour, Hi" (Touché Remix)         |
| Victoria Scone       | Touché          | "Bonjour, Hi" (Touché Remix)         |
| Icesis Couture       | Maple She-rups  | "Bonjour, Hi" (Maple She-rups Remix) |
| Kendall Gender       | Maple She-rups  | "Bonjour, Hi" (Maple She-rups Remix) |
| Stephanie Prince     | Maple She-rups  | "Bonjour, Hi" (Maple She-rups Remix) |
| Ra'Jah O'Hara        | SRV             | "Bonjour, Hi" (SRV Remix)            |
| Silky Nutmeg Ganache | SRV             | "Bonjour, Hi" (SRV Remix)            |
| Vanity Milan         | SRV             | "Bonjour, Hi" (SRV Remix)            |

Giudice ospite della puntata è Anjulie. Il tema della sfilata è Queen of the World, dove le concorrenti devono sfoggiare un abito da vincitrice. Prima dei giudizi, Brooke Lynn Hytes annuncia inoltre che in quest'edizione le due concorrenti migliori si sfideranno nei Lip Sync for the World, con la vincitrice che riceve, oltre a vari premi settimanali, il potere di eliminare una delle concorrenti peggiori. Brooke Lynn Hytes dichiara Victoria, Icesis e Silky salve, e lascia le altre concorrenti sul palco per le critiche; dopodiché, dichiara Rita Baga e Vanity Milan migliori della puntata, mentre Kendall Gender e Stephanie Prince sono le peggiori. Anita e Ra'Jah si posizionano a metà e sono salve. Le concorrenti vengono mandate nel backstage per decidere chi verrà eliminata.
- L'eliminazione: Rita Baga e Vanity Milan si esibiscono in playback sulla canzone Brand New Bitch di Anjulie. Vanity Milan viene dichiarata vincitrice del playback e rivela di aver scelto di eliminare Kendall Gender dalla competizione.

### Episodio 2 –Snatch Summit
Il secondo episodio si apre con le concorrenti che rientrano nell'atelier dopo l'eliminazione di Kendall, con Stephanie grata per aver ricevuto una seconda possibilità per mostrare ai giudici tutte le sue qualità, mentre Rita rivela che anche lei aveva scelto Kendall come concorrente da eliminare per offrire a Stephanie una seconda possibilità. Intanto Victoria spiega alle altre concorrenti di come sia difficile per una drag queen AFAB nell'avere opportunità del genere, visto gli alti pregiudizi e la discriminazione all'interno della stessa comunità. 
- La mini sfida: le concorrenti devono "leggersi" a vicenda, ovvero dirsi qualcosa di cattivo l'un l'altra in modo scherzoso. La vincitrice della mini sfida è Anita Wigl'it.
- La sfida principale: per la sfida principale, le concorrenti prendono parte alla sfida più attesa in ogni edizione dello show, lo Snatch Game. Brad Goreski e Traci Melchor sono i concorrenti del gioco. Le concorrenti devono scegliere una celebrità e impersonarla per l'intero gioco, con lo scopo di essere il più divertenti possibili. Brooke Lynn ritorna nell'atelier per vedere quali personaggi sono stati scelti, inoltre, aiuta le concorrenti con vari consigli per dare il meglio nel gioco. Prima delle sfilata le concorrenti ricevono una visita speciale dal Primi ministro del Canada Justin Trudeau, che spende tempo con le concorrenti per discutere sull'impatto della comunità LGBTQIA+ all'interno della società canadese. Le celebrità scelte dalle concorrenti sono state:

| Concorrente          | Celebrità impersonata |
| -------------------- | --------------------- |
| Anita Wigl'it        | Adele                 |
| Icesis Couture       | Donatella Versace     |
| Ra'Jah O'Hara        | Big Freedia           |
| Rita Baga            | Guilda                |
| Silky Nutmeg Ganache | Lizzo                 |
| Stephanie Prince     | Cardi B               |
| Vanity Milan         | Spice                 |
| Victoria Scone       | Kim Woodburn          |

Giudici ospiti nella puntata sono Sarain Fox e Priyanka. Il tema della sfilata è Celestial Bodies, dove le concorrenti devono sfoggiare un abito ispirato allo spazio. Brooke Lynn Hytes dichiara Rita e Vanity salve, e lascia le altre concorrenti sul palco per le critiche; dopodiché, dichiara Ra'Jah O'Hara e Icesis Couture migliori della puntata, mentre Anita Wigl'it e Stephanie Prince sono le peggiori. Silky e Victoria si posizionano a metà e sono salve. Le concorrenti vengono mandate nel backstage per decidere chi verrà eliminata.
- L'eliminazione: Ra'Jah O'Hara e Icesis Couture si esibiscono in playback sulla canzone Sk8er Boi di Avril Lavigne. Icesis Couture viene dichiarata vincitrice del playback e rivela di aver scelto di eliminare Stephanie Prince dalla competizione.

### Episodio 3 –The Weather Ball
Il terzo episodio si apre con le concorrenti che rientrano nell'atelier dopo l'eliminazione di Stephanie, con Icesis che afferma che la sua scelta conferma le sue intenzione di competere in maniera equa, tenendo conto il percorso di ogni concorrente durante la competizione. Successivamente anche Ra'Jah rivela che anche lei aveva scelto Stephanie come concorrente da eliminare.
- La sfida principale: le concorrenti partecipano al The Weather Ball, dove presenteranno tre look differenti; il terzo dovrà essere cucito e assemblato a mano. Le categorie sono:
  - Air Body Lace: un look in pizzo e tessuto velato che potrà volare con l'ausilio di una macchina del vento;
  - Arctic Foxy Lady: un look perfetto per una giornata sulla neve;
  - Caught in the Rain Couture: un look realizzato in giornata con stoffe e cianfrusaglie che si possono utilizzare per una giornata di pioggia.

Giudici ospiti della puntata sono Hollywood Jade e Jeanne Beker. Brooke Lynn Hytes dichiara Icesis e Ra'Jah salve, e lascia le altre concorrenti sul palco per le critiche; dopodiché, dichiara Victoria Scone e Silky Nutmeg Ganache migliori della puntata, mentre Rita Baga ed Anita Wigl'it sono le peggiori. Vanity si posiziona a metà ed è salva. Le concorrenti vengono mandate nel backstage per decidere chi verrà eliminata.
- L'eliminazione: Victoria Scone e Silky Nutmeg Ganache si esibiscono in playback sulla canzone Nobody's Supposed to Be Here (Hex Hector Dance Mix) di Deborah Cox. Silky Nutmeg Ganache viene dichiarata vincitrice del playback e rivela di aver scelto di eliminare Anita Wigl'it dalla competizione.

### Episodio 4 –Comedy Queens
Il quarto episodio si apre con le concorrenti che rientrano nell'atelier dopo l'eliminazione di Anita, con Rita grata per aver ricevuto una seconda possibilità per mostrare ai giudici tutte le sue qualità. Successivamente anche Victoria rivela che anche lei aveva scelto Anita come concorrente da eliminare, per le medesime ragioni di Silky.
- La mini sfida: le concorrenti devono improvvisare dei video-messaggi personalizzati dedicati ai loro fan. La vincitrice della mini sfida è Ra'Jah O'Hara.
- La sfida principale: le concorrenti devono esibirsi in un numero di stand-up comedy esibendosi dal vivo davanti a un pubblico. Avendo vinto la mini sfida, Ra'Jah decide l'ordine d'esibizione che è: Ra'Jah, Vanity, Rita, Icesis, Victoria e Silky. Una volta scritte le battute, ogni concorrente raggiunge il palco principale dove ricevono consigli da Michelle Visage e Gary Janetti. Prima dell'inizio della sfida, Icesis Couture decide di abbandonare la competizione a causa di problemi di salute mentale, citati in precedenza.

Giudice ospite della puntata è Gary Janetti. Il tema della sfilata Plaid Girls Club, dove le concorrenti devono sfoggiare un abito con una stampa tartan. Dopo la sfilata e le critiche dei giudici, Brooke Lynn Hytes dichiara Victoria Scone e Silky Nutmeg Ganache migliori della puntata, mentre Ra'Jah O'Hara e Vanity Milan sono le peggiori. Rita si posiziona a metà ed è salva. Le concorrenti vengono mandate nel backstage per decidere chi verrà eliminata.
- L'eliminazione: Victoria Scone e Silky Nutmeg Ganache si esibiscono in playback sulla canzone Your Daddy Don't Know dei Toronto. Victoria Scone viene dichiarata vincitrice del playback ma, prima che venga rivelato il nome da eliminare, Brooke Lynn Hytes dichiara che in questa puntata nessuna verrà eliminata, per premiare il duro lavoro svolto dalle concorrenti.

### Episodio 5 –Spy Queens
Il quinto episodio si apre con le concorrenti che rientrano nell'atelier, tutte sorprese e contente per la scelta dei giudici di non eliminare nessuna concorrente. Successivamente sia Victoria che Silky rivelano che entrambe avevano scelto Vanity come concorrente da eliminare, tale scelta è stato posta unicamente sulle statistiche delle concorrenti.
- La sfida principale: le concorrenti devono recitare nel film d'azione a tema spionaggio Spy Queens, parodia della saga cinematografica James Bond - Agente 007. Avendo vinto la puntata precedente, Victoria avrà la possibilità di assegnare i ruoli per la sfida. Durante l'assegnazione dei ruoli, si vengono a creare delle tensioni fra alcune delle concorrenti che vogliono interpretare lo stesso personaggio, ma alla fine decidono di basarsi sulle abilità di ognuna.  Una volta scritto il copione, le concorrenti raggiungono Traci Melchor che aiuta a produrre il film nel ruolo di regista.

| Concorrente          | Personaggio interpretato   |
| -------------------- | -------------------------- |
| Ra'Jah O'Hara        | The Body Ody Ody           |
| Rita Baga            | The Mother of the House    |
| Silky Nutmeg Ganache | The Lip Sync Assassin      |
| Vanity Milan         | The Look Queen             |
| Victoria Scone       | The Reading Fundamentalist |

Giudice ospite della puntata è Joe Zee. Il tema della sfilata è Y2Gay, dove le concorrenti devono sfoggiare un abito a tema Club Kid. Dopo la sfilata e le critiche dei giudici, Brooke Lynn Hytes dichiara Rita Baga e Victoria Scone migliori della puntata, mentre Vanity Milan e Silky Nutmeg Ganache sono le peggiori. Ra'Jah si posiziona a metà ed è salva. Le concorrenti vengono mandate nel backstage per decidere chi verrà eliminata.
- L'eliminazione: Rita Baga e Victoria Scone si esibiscono in playback sulla canzone Freak di Estelle e Kardinal Offishall. Rita Baga viene dichiarata vincitrice del playback e rivela di aver scelto di eliminare Vanity Milan dalla competizione.

### Episodio 6 –Grand Finale
Il sesto ed ultimo episodio di quest'edizione si apre con le concorrenti che, dopo l'annuncio delle quattro finaliste, discutono nell'atelier su chi riuscirà a vincere l'edizione e su chi sarà proclamata la prossima Drag Superstar mondiale. Inoltre, Victoria rivela di aver scelto Vanity come concorrente da eliminare in base all'esito critiche dei giudici.
Per la sfida finale le concorrenti dovranno esibirsi in un mini-torneo di playback chiamati Lipsync For The Crown in cui due concorrenti dovranno scontrarsi in un playback ed, alla fine, le concorrenti che hanno superato i playback iniziali dovranno esibirsi in un playback finale e da lì sarà proclamata la vincitrice dell'edizione e inoltre, dovranno prendere parte ad un'intervista con Monét X Change, concorrente della decima edizione statunitense, della settima edizione All Star e vincitrice della quarta edizione All Star. Prima di dare inizio del torneo, tutte le concorrenti partecipanti sfilano sul palcoscenico principale con il loro abito migliore, nella categoria Coronation Eleganza Extravaganza. Successivamente le concorrenti si riuniscono nell'atelier per discutere dell'esperienza vissuta nello show.
Al ritorno sul palcoscenico, la ruota dei playback sceglie casualmente per primo il nome di Ra'Jah O'Hara, che decide di sfidare nel primo duello Victoria Scone, mentre Rita Baga e Silky Nutmeg Ganache sono abbinate per il secondo duello. Ra'Jah O'Hara e Victoria Scone si esibiscono in playback con la canzone Do It di Nelly Furtado e Missy Elliott, con Ra'Jah O'Hara che riesce a passare alla sessione finale, mentre Victoria Scone viene eliminata. Rita Baga e Silky Nutmeg Ganache si esibiscono in playback con la canzone Broken Bones dei Love Inc. Alla fine dell'esibizione Silky Nutmeg Ganache riesce a passare alla sessione finale, mentre Rita Baga viene eliminata.
Nel duello finale, si scontrano Silky Nutmeg Ganache e Ra'Jah O'Hara con la canzone River Deep - Mountain High di Céline Dion. Dopo l'esibizione, Brooke Lynn Hytes dichiara Ra'Jah O'Hara vincitrice della prima edizione di Canada's Drag Race: Canada vs the World.